# Кукуљане
Кукуљане је горанско село у Општини Гора, на Косову и Метохији. По законима привремених институција Косова ово насеље је у саставу општине Драгаш.

## Демографија
Насеље има горанску етничку већину.
Број становника на пописима:
- попис становништва 1948. године:
- попис становништва 1953. године:
- попис становништва 1961. године:
- попис становништва 1971. године:
- попис становништва 1981. године:
- попис становништва 1991. године:

### Попис2011.
На попису становништва 2011. године, Кукуљане је имало 235 становника, следећег националног састава:
| Попис 2011.‍ | Попис 2011.‍ | Попис 2011.‍ | Попис 2011.‍ | Попис 2011.‍ |
| ----------- | ----------- | ----------- | ----------- | ----------- |
|             |             |             |             |             |
| Горанци     | Горанци     |             | 230         | 97,87%      |
| Турци       | Турци       |             | 4           | 1,70%       |
| Бошњаци     | Бошњаци     |             | 1           | 0,73%       |
| укупно: 235 |             |             |             |             |